# Вильгельм Вид
Вильгельм Вид (полное имя Вильгельм Фридрих Генрих цу Вид; нем. Wilhelm Friedrich Heinrich Prinz zu Wied; 26 марта 1876 — 18 апреля 1945) — первый и единственный князь (мбрет) Албании. Представитель княжеского рода Видов, племянник Елизаветы, первой королевы Румынии.

## Жизнь
Родился и вырос в прирейнской Германии. 7 марта 1914 года князь Вильгельм Вид принял предложение занять албанский трон. К этому его подталкивала немецкая верхушка Австро-Венгрии, которая сумела в 1908 году аннексировать Боснию и Герцеговину, несмотря на противодействие Сербии и России. Австро-Венгрия стремилась расширить выход к морю путём усиления своего влияния на Албанию. Но здесь её интересы столкнулись с Италией, желавшей превратить Албанию в свою колонию, а также с Грецией, поскольку в Южной Албании (Северный Эпир) со времён ранней античности имелось крупное греческое меньшинство.
После прибытия в Дуррес Вильгельм правил Албанией в период с 21 февраля по 3 сентября 1914 года. В это время часть албанских министров начала активно сотрудничать с Италией, откуда были получены средства на организацию в Албании переворота. Воспользовавшись послаблениями со стороны Вильгельма, юг Албании оккупировала Греция.
Опасаясь за свою жизнь, Вильгельм покинул страну и вернулся в Германию, где продолжал именовать себя «албанским князем». Несмотря на его кратковременное правление, Вильгельм формально оставался князем албанским более 11 лет, до 31 января 1925 года, когда на территории страны была официально провозглашена республика. Последние годы жизни Вильгельм Вид провёл в Румынии и был похоронен на лютеранском кладбище в Бухаресте.

## Брак и дети
30 ноября 1906 года в Вальденбурге Вильгельм женился на Софии Шёнбург-Вальденбургской (1885—1936). У них было двое детей:
- Мария Элеонора цу Вид (1909—1956); 1-й муж (с 1937 года): принц Альфред фон Шёнбург-Вальденбург (1905—1941), 2-й муж (с 1949 года): Йон Октавиан Буня (1899—1977)
- Кароль Виктор цу Вид, «наследный принц Албании» (1913—1973); с 1966 года женат на Эйлин Джонстон (1922—1985)

## Награды
- Орден Чёрного орла (Албания) (1914)
- Орден Святого Александра Невского (Россия, 14 [27] февраля 1914)
- Орден Полярной звезды (Швеция, 1896)
- Орден Почётного легиона (Франция, 1914)
- Орден Красного орла (Пруссия, 1914)
- Орден Леопольда (Австрия) (1914)
- Орден Святых Маврикия и Лазаря (Италия, 1914)
- Орден Кароля I (Румыния, 1914)
- Королевский Викторианский орден (Великобритания)
- Орден Святого Иоанна Иерусалимского (Пруссия)[3]